# Ниш, Дэвид
Дэвид Джон Ниш (англ. David John Nish; род. 26 сентября 1947, Бертон-апон-Трент, Англия) — английский футболист, защитник.

## Клубная карьера
Родился 26 сентября 1947 года в городе Бертон-апон-Трент.
Ниш начал свою карьеру в клубе «Лестер Сити» в 1966 году, проведя в клубе шесть сезонов. В 1972 году перешёл в «Дерби Каунти». В «Дерби» он был в составе команды, выигравшей Первый дивизион в 1975 году.
В 1979 году Ниш переехал в Соединённые Штаты, где присоединился к команде «Талса Рафнекс», в которой отыграл один сезон и принял участие в 28 матчах. В 1980 году он перешёл в «Сиэтл Саундерс», где отыграл три сезона.
Завершил карьеру футболиста в 1981 году.

## Карьера в сборной
12 мая 1973 года дебютировал за национальную сборную Англии в матче против сборной Северной Ирландии. Всего в составе сборной принял участие в 5 матчах.